# Mouvement autonomiste jurassien
Das Mouvement autonomiste jurassien (MAJ) – bis 1951 Mouvement séparatiste jurassien (MSJ) und von 1951 bis 1994 Rassemblement jurassien (RJ) genannt – ist eine überparteiliche politische Bewegung in der Schweiz und ein Hauptakteur in der Jurafrage. Nach seiner Gründung im Jahr 1947 setzte es sich für die Selbstständigkeit des gesamten historischen Gebiets der französischsprachigen Region Jura vom Kanton Bern ein. Nachdem dieses Ziel 1979 mit der Gründung des Kantons Jura zum Teil hatte erreicht werden können, strebte die Bewegung die Wiedervereinigung des Berner Jura mit dem Kanton Jura an. Trotz dem allmählich schwindenden Einfluss ab den 2000er Jahren ist sie bis heute in der Lage, auf die Politik einzuwirken.

## Organisation und Struktur
Gemäss den Statuten strebt das als Verein organisierte MAJ mit verschiedenen politischen und publizistischen Mitteln die Selbstständigkeit der Region Jura vom Kanton Bern auf seinem gesamten historischen Territorium an. Dieses entspricht im Wesentlichen dem Gebiet des früheren Fürstbistums Basel im Nordwesten der Schweiz, ohne das deutschsprachige Laufental und die zweisprachige Stadt Biel. Das MAJ steht über allen Partei- und Religionszugehörigkeiten. Alle politischen Parteien sind im MAJ vertreten und können sich im Sinne der übergeordneten Interessen der Jurassier äussern. Der Sitz des MAJ ist Moutier. Das leitende Organ ist das Exekutivkomitee. Die Kommission der angeschlossenen Organisationen (commission des fédérations) stellt die Verbindung zwischen den Sektionen und dem Exekutivkomitee her. Die Delegiertenversammlung ist das beschlussfassende Organ der Bewegung und bestimmt die allgemeine politische Ausrichtung.
| Präsidenten Mouvement séparatiste jurassien - 1947–1951: Daniel Charpilloz Rassemblement jurassien - 1951–1954: Daniel Charpilloz - 1954–1965: André Francillon - 1965–1980: Germain Donzé - 1980–1991: Bernard Mertenat - 1991–1994: Christian Vaquin Mouvement autonomiste jurassien - 1994–2012: Christian Vaquin - 2012–2025: Laurent Coste - seit 2025: Pierre-Alain Fridez | Generalsekretäre Mouvement séparatiste jurassien - 1947–1950: Roger Schaffter - 1950–1951: Pierre Billieux Rassemblement jurassien - 1951–1953: Pierre Billieux - 1953–1991: Roland Béguelin - 1991–1994: Pierre-André Comte Mouvement autonomiste jurassien - seit 1994: Pierre-André Comte |

### Angeschlossene Organisationen
- Groupe Bélier: Diese Jugendbewegung wurde 1962 auf Initiative von Marcel Brêchet und Michel Gury gegründet und soll die separatistisch gesinnte Jugend des Jura zusammenführen. Bis 1981 war sie direkt dem damaligen Rassemblement jurassien angeschlossen; seither ist sie eigenständig, unterhält aber noch immer enge Beziehungen.[2]
- Association des Jurassiens de l’extérieur (AJE): Wurde 1962 in Neuchâtel gegründet, um die 22 Sektionen des Rassemblement jurassien ausserhalb des Jura in einer Organisation zu vereinen. Ihr Ziel ist es, ein Beziehungsnetz in der gesamten Schweiz aufzubauen, um die Problematik der Jurafrage bekannt zu machen.[3]
- Association féminine pour la défense du Jura (AFDJ): Die 1963 gegründete Frauenorganisation vereinte Frauen, die sich für die Schaffung des Kantons Jura einsetzen wollten. Weitere wichtige Anliegen sind die Frauenförderung und die damit verbundene Gleichstellung der Geschlechter.[4]
- Mouvement universitaire jurassien (MUJ): Die von 1964 bis 1987 bestehende Studentenbewegung umfasste separatistische jurassische Studenten an den Universitäten der Romandie. Ziel der Organisation war es, «Studenten zu vereinen, die sich vornehmen, insbesondere durch Studien und objektive Informationen, eine Lösung des Jura-Problems im Sinne einer politischen Autonomie zu suchen».[5]
- Unité jurassienne (UJ): Die 1975 in Tavannes gegründete Bewegung vereinte jene jurassischen Separatisten, die in den Bezirken lebten, die sich für den Verbleib beim Kanton Bern ausgesprochen hatten. Sie setzte sich für die Wiedervereinigung des Kantons Jura und des Berner Jura ein. 1994 löste sie sich auf.[6]
- Die von 1961 bis 1987 bestehende Association suisse des amis du Jura libre vertrat jene Sympathisanten der jurassischen Separatisten, die nicht aus dem Jura stammten.

### Veranstaltungen
Die grossen jährlichen Veranstaltungen der Bewegung sind das Fest des jurassischen Volkes (Fête du peuple jurassien) in Delémont am zweiten Septemberwochenende und das Kulturfestival Faites la liberté in Moutier im Juni. Hinzu kommt ein von der Groupe Bélier getragenes Jugendfest (Fête de la jeunesse), das im März in Moutier stattfindet. Die Sektionen des MAJ organisieren ausserdem jedes Jahr Gedenkfeiern zum 23. Juni 1974, dem Tag der Volksabstimmung über die Gründung des Kantons Jura.

### Publikationen
Die Zeitung Le Jura libre ist das Presseorgan des MAJ. Sie erschien ab 13. Februar 1948 zunächst alle zwei Wochen, seit dem 19. Mai 1952 erscheint sie wöchentlich.

## Geschichte
Am 24. April 1917 gründete der Verleger Alfred Ribeaud das erste Mouvement séparatiste jurassien (MSJ) und propagierte die Idee eines Kantons Jura. Die von ihm angeführte Bewegung begann mit der Gründung eines Komitees zur Schaffung des Kantons Jura. Da die vom MSJ unterstützten Kandidaten bei nationalen und kantonalen Wahlen schlecht abschnitten und die sprachpolitischen Spannungen nach dem Ende des Ersten Weltkriegs ohnehin deutlich abnahmen, stellte es seine Aktivitäten jedoch bald ein.
Zwei Monate nach der Moeckli-Affäre gründeten Roland Béguelin, Roger Schaffter, Daniel Charpilloz und 19 weitere Personen am 30. November 1947 in Moutier das zweite Mouvement séparatiste jurassien, das die Abspaltung des Jura vom Kanton Bern forderte. Béguelin veröffentlichte ab 1948 die Zeitung Le Jura libre, wobei er ab Sommer 1950 die Chefredaktion übernahm. Das MSJ organisierte Konferenzen, Kaderkurse und Veranstaltungen – unter anderem auch das Fest des jurassischen Volkes (Fête du peuple jurassien). Nachdem das gemässigtere Comité de Moutier mit seinem Autonomiekonzept gescheitert war, verstärkte das MSJ seine Tätigkeit. Mit der Umbenennung in Rassemblement jurassien (RJ) im September 1951 stellte sich die Bewegung über die Parteipolitik und die konfessionellen Unterschiede. Ab dann setzte sie ihre Kräfte für einen neuen Schweizer Kanton nach dem föderalistischen Gedanken ein, wenn auch noch mit wenig aggressiver Propaganda.
Im Jahr 1957 lancierte das RJ eine kantonale Volksinitiative, die einen Gesetzesentwurf über die Durchführung einer Volksbefragung in den sieben jurassischen Wahlkreisen vorschlug. Die Abstimmung am 5. Juli 1959 fiel deutlich negativ aus und erreichte nur in den Amtsbezirken Delémont, Franches-Montagnes und Porrentruy Zustimmung, wodurch die Bewegung stark gebremst wurde. Roland Béguelin brachte wieder neuen Wind in das Thema. Seine Strategie sah eine Neudefinition des jurassischen Volkes nach ethnolinguistischen statt historischen Kriterien vor. Sie zielte darauf ab, durch die Ausdehnung auf die internationale Ebene einen politischen Notstand herbeizuführen. Die Gründung von Nebenorganisationen und die dadurch ausgelöste breite Mobilisierung verliehen dem Separatismus eine rebellische Note. Zunehmend vertraten das RJ und die angeschlossenen Organisationen pazifistische, antimilitaristische, progressive und soziale Werte, die jenen der 68er-Bewegung ähnelten. Sie distanzierten sich auch von den Gewalttaten der Front de libération jurassien.
Trotz Kompromissversuchen blieben die Fronten zwischen Separatisten und Berntreuen klar abgegrenzt, umso mehr, als die Berner Kantonsregierung am Prinzip der kantonalen Einheit festhielt. Nachdem das Rassemblement jurassien den Bund dazu gedrängt hatte, vermittelnd einzugreifen, wich die Kantonsregierung von diesem Grundsatz ab und schlug 1967 einen Massnahmenplan vor. Dieser führte letztlich zur kantonalen Volksabstimmung vom 1. März 1970. Dabei nahmen die Stimmberechtigten einen Zusatz zur Berner Kantonsverfassung an, der ein Verfahren für das Selbstbestimmungsrecht der Jurassier festlegte. Das RJ stellte die Modalitäten zunächst in Frage, akzeptierte diese jedoch letztlich und führte eine energische Kampagne. Entgegen den Erwartungen brachte das erste Juraplebiszit am 23. Juni 1974 eine knappe Mehrheit für die Loslösung; es bestätigte aber auch im Wesentlichen die 1959 festgestellte innerjurassische Gespaltenheit zwischen dem separatistischen Norden und dem berntreuen Süden. Zwei weitere Abstimmungen im März und September 1975 schufen Klarheit über die künftige Kantonsgrenze.
Das RJ warf den von der Force démocratique angeführten Antiseparatisten vor, den Jura «zersplittert» zu haben, und reichte gegen das zweite und das dritte Juraplebiszit Beschwerde beim Bundesrat ein, jedoch vergeblich. Schliesslich wurde der neue Kanton Jura am 1. Januar 1979 gegründet. Das RJ machte in den neuen Institutionen seinen Einfluss geltend und strebte gemeinsam mit den Separatisten des Berner Jura die Wiedervereinigung an. Letztere gruppierten sich 1976 in der Bewegung Unité jurassienne. Wiederholt wies das RJ darauf hin, dass die Jurafrage weiterhin ungelöst sei. In den 1980er Jahren bestanden enge Beziehungen zur Laufentaler Bewegung. 1992 legten die jurassische Regierung und das RJ dem jurassischen Parlament gemeinsam die UNIR-Initiative vor. Sie forderte, dass der Kanton Jura die politischen, finanziellen, kulturellen und rechtlichen Mittel erhalten solle, um die institutionelle Einheit des Jura zu erreichen. Das Parlament nahm die UNIR-Initiative an, worauf die Berner Kantonsregierung Beschwerde einlegte. Das Bundesgericht erklärte die UNIR-Initiative für ungültig, trotzdem verabschiedete das Parlament ein Wiedervereinigungsgesetz.
1993 beantragte die Unité jurassienne auf Betreiben ihres Präsidenten Pierre-André Comte ihre Fusion mit dem RJ. Roland Béguelin, der noch immer als Generalsekretär amtierte, wehrte sich dagegen. Er war der Ansicht, dass die Unité jurassienne bereits eine Untergruppierung des RJ darstelle. Es kam zu Spannungen zwischen Comte und Béguelin. Nachdem letzterer im September 1993 verstorben war, gab es keine Hindernisse mehr. Die beiden separatistischen Organisationen vollzogen die Fusion am 20. März 1994. Die neu entstandene Bewegung nahm den Namen Mouvement autonomiste jurassien (MAJ) an. Das MAJ verurteilte die im selben Monat getroffene Vereinbarung zur Schaffung der Interjurassischen Versammlung mit scharfen Worten und warf der jurassischen Kantonsregierung «Verrat» vor, da sie den Berner Jura als nicht per se zum Kanton Jura gehörende Region anerkenne und damit das Ziel der Wiedervereinigung preisgebe. Nach der Zustimmung des Parlaments zum Abkommen passte sich das MAJ den neuen Gegebenheiten an. Es setzte sich in der Folge für eine möglichst grosse Autonomie der bernjurassischen Bezirke innerhalb des Kantons Bern ein, ohne jedoch das Ziel der Wiedervereinigung aufzugeben.
Das MAJ setzte sich aktiv für den Kantonswechsel der Gemeinde Vellerat ein, dem die Schweizer Stimmberechtigten am 10. März 1996 mit überwältigender Mehrheit zustimmten. Am 29. September 1998 war das MAJ in Moutier an der Durchführung einer Konsultativabstimmung beteiligt; sie war rechtlich nicht bindend und ergab eine knappe Ablehnung des Kantonswechsels. 2003 reichte das MAJ die Initiative Un seul Jura («ein einziger Jura)» ein. Sie forderte die Prüfung eines neuen gesamtjurassischen Kantons mit sechs Bezirken durch die Interjurassische Versammlung. Gegen den Willen der Kantonsregierung nahm das Parlament 2004 die Initiative an. Trotz dieses Erfolgs nahm der Einfluss des MAJ allmählich ab, nicht zuletzt wegen der Überalterung der Mitgliederschaft. Dennoch ist die Bewegung weiterhin in der Lage, auf die Politik einzuwirken.

## Beziehungen zum Ausland
Um seiner Sache mehr Gewicht zu verleihen, stützte sich Roland Béguelin auf andere separatistische Bewegungen in der ganzen Welt. 1983 unterzeichnete die jurassische Regierung das erste Kooperationsabkommen eines Kantons mit einer ausländischen Region, und zwar mit der kanadischen Provinz Québec. Der Kanton Jura und das MAJ pflegen auch heute noch Beziehungen zu den von ihnen als «Brudervölker» bezeichneten Minderheiten in Wallonien, im Aostatal und in Québec.